# Aija Putniņa
Aija Putniņa (15 de janeiro de 1988) é uma basquetebolista profissional letã.

## Carreira
Aija Putniņa integrou a Seleção Letã de Basquetebol Feminino, na Pequim 2008, que terminou na nona colocação.